# Weststraße 3 (Magdeburg)

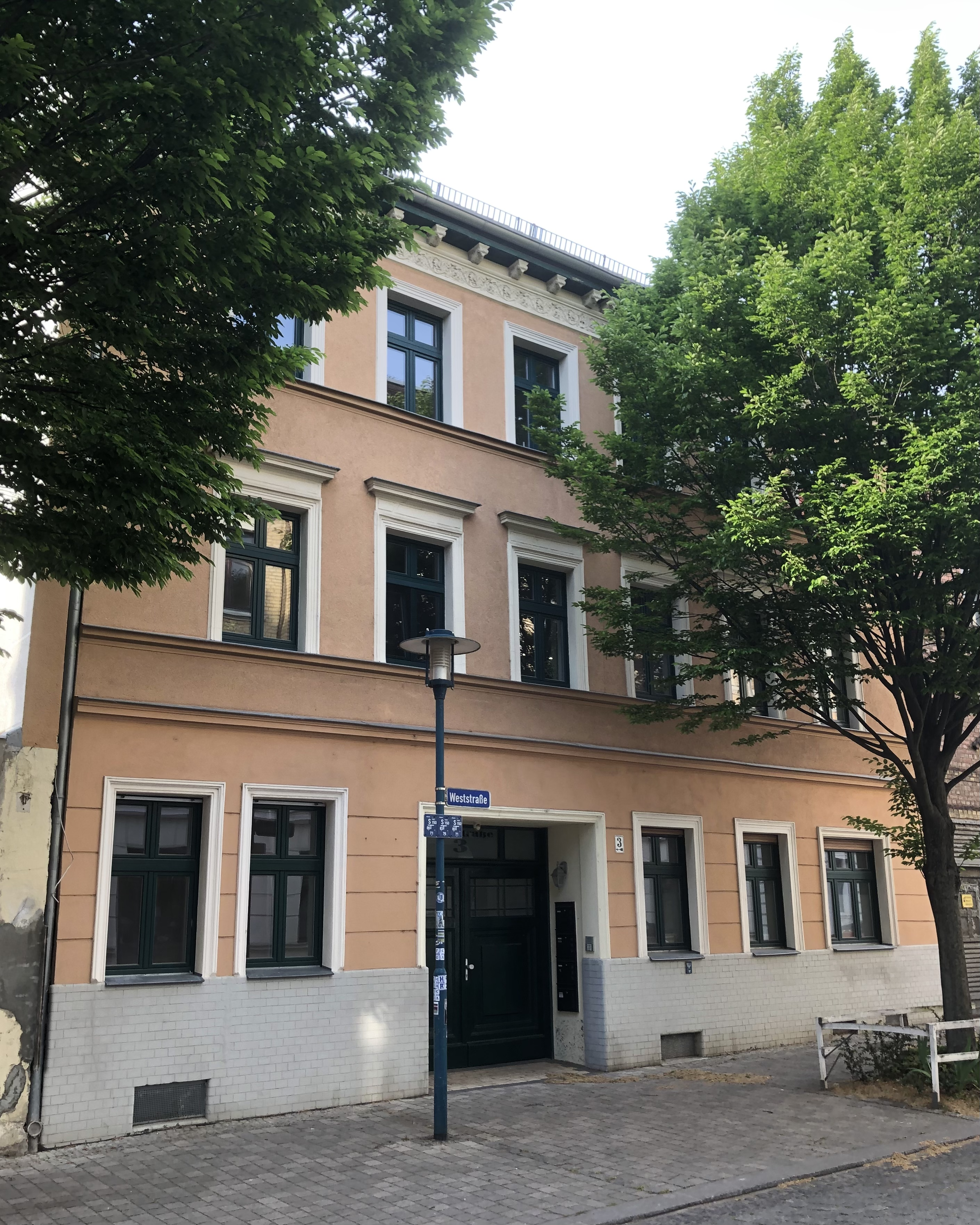
Wohnhaus Weststraße 3 im Jahr 2022

Das Gebäude Weststraße 3 ist ein denkmalgeschütztes Wohnhaus in Magdeburg in Sachsen-Anhalt.

## Lage
Das Haus befindet sich auf der Nordseite der Weststraße im Stadtteil Buckau, gegenüber der Einmündung der Südstraße. Es ist umgeben vom Werksgelände der ehemaligen Maschinenfabrik Koch, Bantelmann & Paasch.

## Architektur und Geschichte
Das dreigeschossige Gebäude entstand in der Zeit um 1870. Die sechsachsige verputzte Fassade ist im Stil des Spätklassizismus gestaltet. Am Erdgeschoss findet sich eine Rustizierung, die Fensteröffnungen sind von klassizistischen Putzprofilen gerahmt. Das Gesims ist fein profiliert.  
Im örtlichen Denkmalverzeichnis ist das Wohnhaus unter der Erfassungsnummer 094 71410 als Baudenkmal verzeichnet.
Das Gebäude gilt als Beispiel für ein gründerzeitliches Mietswohnhaus im Industrieort Buckau und als architektur- stadtbaugeschichtlich bedeutend.